# ブレナヴォン
ブレナヴォン（Blaenavon, ウェールズ語 : Blaenafon）は、ウェールズ南東部にある町で、その産業景観は世界遺産にも登録されている。ポンティプールの北にある Afon Llwyd 川の源流に当たる丘の中腹に位置し、人口は6349人（調査時点不明）である。

## 鉱工業の町

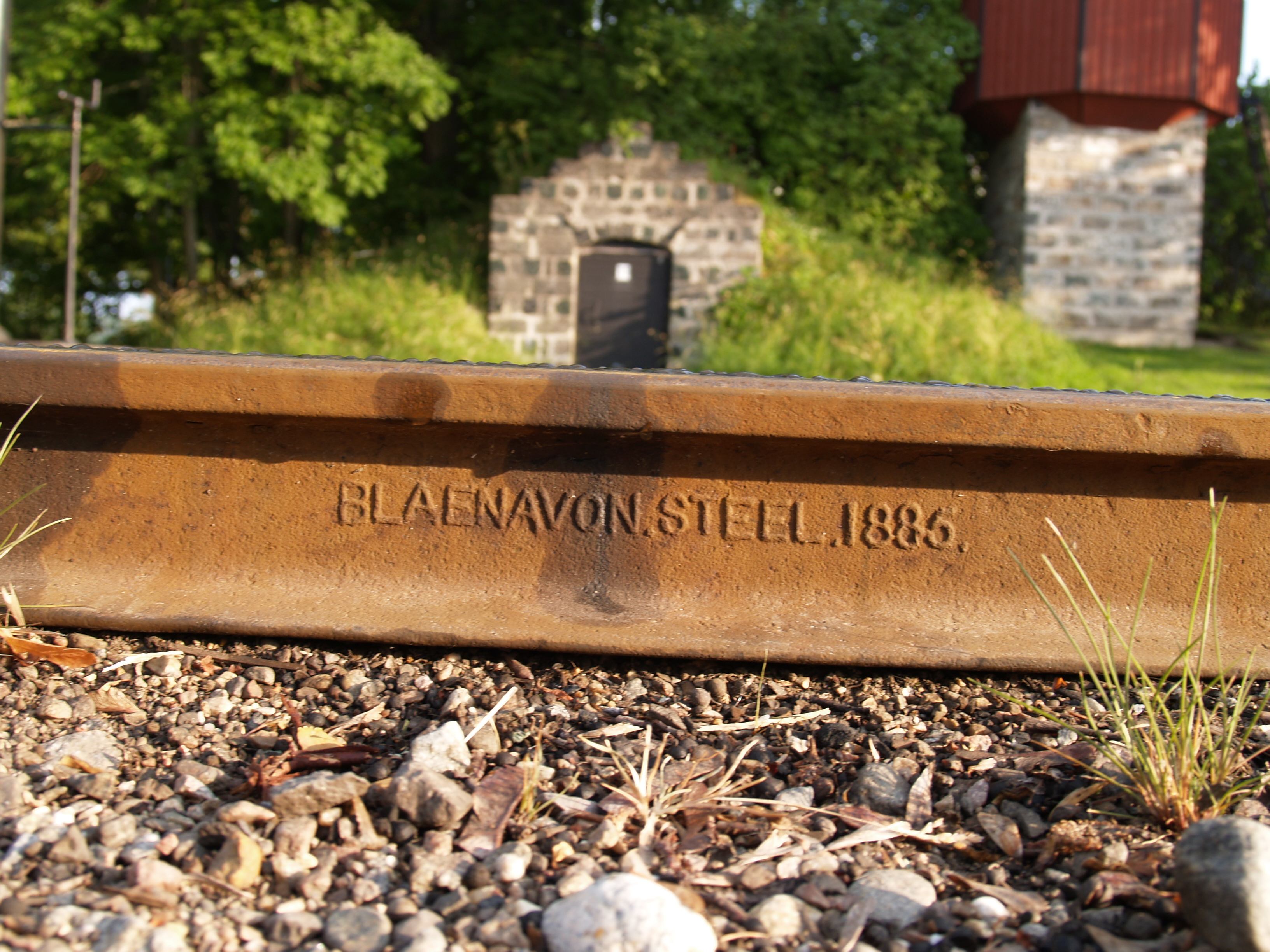
スウェーデンに見られるブレナヴォン製の線路

ブレナヴォンは1788年に始まった製鉄業で成長した町である。その遺構の一部は博物館になっている。製鋼と炭鉱が続いて成長して町も賑わい、一時は町の人口が2万人を超えていた。しかし、1900年に製鉄業が終焉を迎え、1980年には炭鉱も閉山された結果、町は衰退し、失業率の高まりと人口の高齢化が進んでいる。
街の観光名所には、ビッグ・ピット国立石炭博物館 (Big Pit National Coal Museum) 、ブレナヴォン製鉄所 (Blaenavon Iron Works) 、ポンティプール・ブレナヴォン鉄道 (Pontypool and Blaenavon Railway) のほか、ブレナヴォンの歴史的に重要な山々にある古い作業場群などがある。

### ビッグ・ピット
ビッグ・ピット国立石炭博物館は、ヨーロッパ産業遺産の道のアンカーポイントの一つである。1980年に炭坑が閉山されたあと、1983年に観光客向けの体験型の博物館として再出発した。観光客はかつて使われていた姿をとどめている坑道を、鉱夫に扮して見学することができるようになっている。観光用の坑道としてはイギリスで最大級である。
観光客が多く訪れる観光地になっており、町には経済効果も大きいが、開設当初見こまれていた雇用創出効果は極めて限定的である。

### 世界遺産
製鉄業の町としてのブレナヴォンに残る産業景観は、ユネスコの世界遺産に登録されている。

### 登録基準
この世界遺産は世界遺産登録基準のうち、以下の条件を満たし、登録された（以下の基準は世界遺産センター公表の登録基準からの翻訳、引用である）。
- (3) 現存するまたは消滅した文化的伝統または文明の、唯一のまたは少なくとも稀な証拠。
- (4) 人類の歴史上重要な時代を例証する建築様式、建築物群、技術の集積または景観の優れた例。

## 古書の町

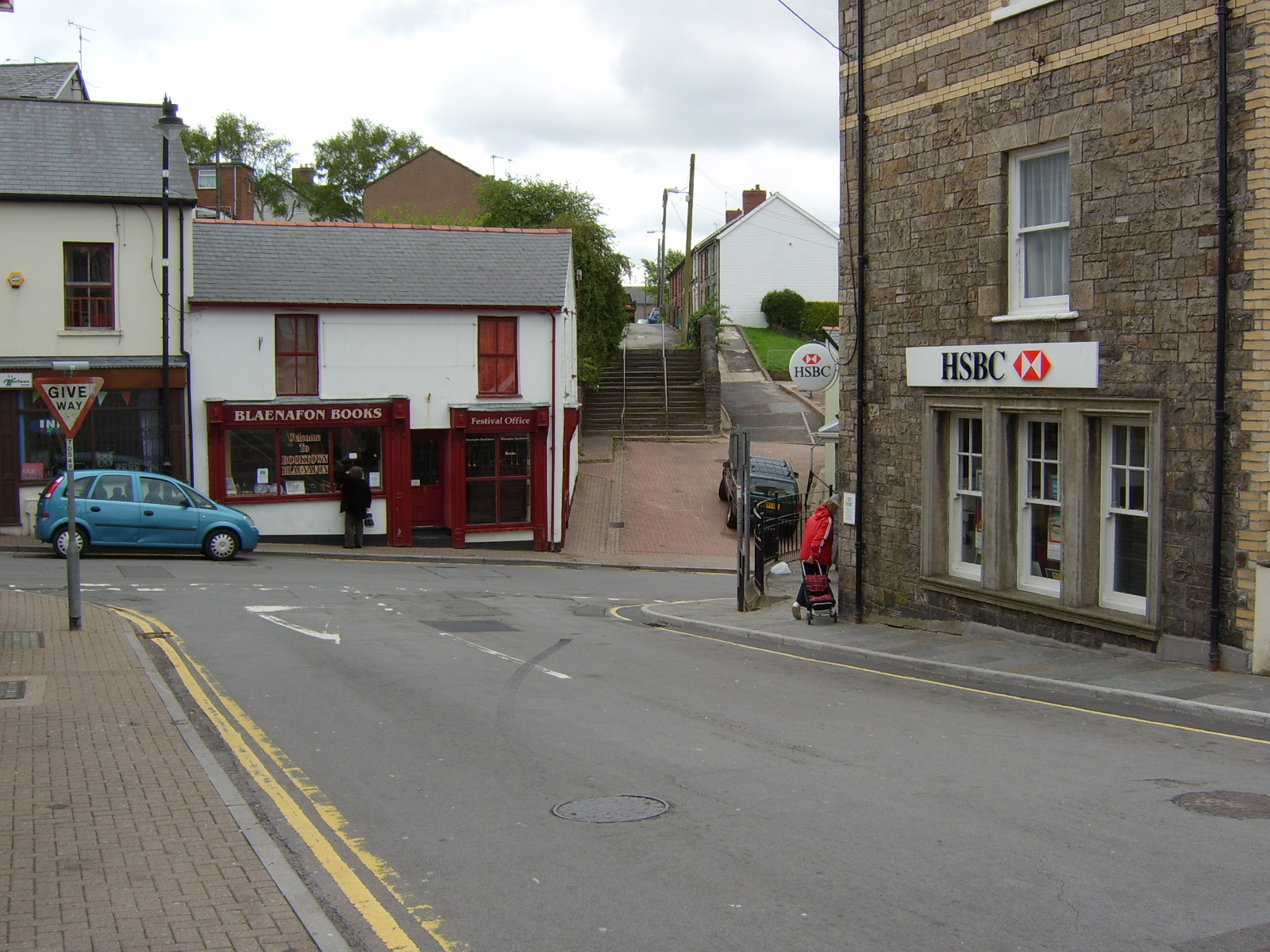
ブレナヴォンの古書店街

炭鉱閉山後の衰退の中で、ヘイ＝オン＝ワイに続いてウェールズで二番目の古書店街になろうという試みも行われた。しかし、それによって観光客を呼び込もうという狙いはうまくいっていないようである。これは辺鄙な場所に立地していることなどに起因している可能性がある。
とはいえ、地元の関心と投資は、町の大通りをかつての姿から一変させたし、潰れずに残っている数少ない古書店には、質の高い稀覯本の在庫がある。

## コミュニティ
町には多くの活気のあるコミュニティ・グループがあり、例えばその一つであるフューチャー・ブレナヴォンは、町の麓にコミュニティ・ガーデンを作る手助けをしている。

## 『タイム・チーム』の発掘
チャンネル4の歴史・考古学系のテレビ番組『タイム・チーム』 (Time Team) が2001年2月放送分でブレナヴォンを扱った。テーマは「失われた高架橋」を探すというものだった。この橋は世界最初の鉄道高架橋で、鉱石を積んだ荷車を馬が牽いていたという。これは1790年に建造された全長 40 m 、高さ 10 m の橋だったが、25年のうちに消え失せてしまった。取り壊されたという記録はないことをもとに、取材グループは場所の特定を進めると同時に、まだそこにあるかどうかを確かめようとした。この結果、調査最終日にあたる3日目の午後遅くに、土と瓦礫の 12 - 15 m 下に、丸天井を備えた高架橋の上端が姿をあらわし、まだ建ったまま埋もれているらしいことを窺わせた。しかし、発見が最終日遅くだったこともあり、安全上の理由から、グループはそれ以上掘り進むことはできなかった。とはいえ、この発見は今後本格的な発掘が行われたときにはより大きな成果をあげられることを意味している。

## 姉妹都市
- クトラ（Coutras、フランス）